# Редмен, Дэниел Ли
Дэниел Ли Редмен (англ. Daniel Lee Redman; 4 октября 1889 года — 8 апреля 1948 года) — канадский юрист, военнослужащий и политик. Член Палаты общин Канады от провинции Альберта (1917—1921).

## Биография
Родился 4 октября 1889 года в Ойл-Сити (ныне — часть населённого пункта Эннискиллен), провинция Онтарио. До Первой мировой войны служил в 103-м полку калгарийских стрелков, после начала войны сражался в рядах Канадских экспедиционных сил в Европе.
В 1917 году Редмен вернулся в Калгари, после чего баллотировался на федеральных выборах в округе Восточный Калгари как кандидат от Юнионистской партии. По итогам выборов одержал решительную победу над либералом Уильямом Ирвином. В Палате общин проработал один срок. На очередных выборах 1921 года не выставил свою кандидатуру, его преемником в кресле депутата стал Уильям Ирвин.
Умер 8 апреля 1948 года.